# General Federation of Trade Unions
La General Federation of Trade Unions (GFTU) (in italiano Federazione generale dei sindacati) è una federazione inglese dei sindacati. Vi aderiscono 32 sindacati affiliati e si descrive come una "federazione di sindacati specialistici".

## Storia
Nel 1890, lo sviluppo di organizzazioni ed idee socialiste trovò espressione anche nel movimento sindacale inglese. Molti dei nuovi sindacati si formarono durante tale periodo e si impegnarono per la trasformazione socialista della società, criticando il conservatorismo dei sindacati corporativi. Il dibattito ruotava intorno concetto di costruzione "di un grande sindacato" che avrebbe avuto le risorse per intraprendere una forte azione rivendicativa e persino cambiare in prospettiva la società. Questo pensiero si rafforzò dopo lo sciopero dell'industria metalmeccanica del 1897 che fu una sconfitta per i lavoratori del settore.
L'idea che era necessario sviluppare una forte organizzazione sindacale centralizzata dando vita ad una federazione, che era stata respinta solo due anni prima, era ora approvata dal Trades Union Congress del settembre 1897. Questo portò alla costituzione del GFTU e a un congresso speciale del TUC nel 1899. L'obiettivo principale era quello d'istituire un organismo nazionale con fondi adeguati ad essere utilizzati da parte dei sindacati affiliati per indire gli scioperi.
La GFTU partecipò alla fondazione della IFTU (Federazione internazionale dei sindacati) presso il Concertgebouw ad Amsterdam nel luglio 1919.

## Ruolo attuale
La GFTU ora si concentra sulla prestazione di servizi a sindacati specialistici. Lo fa offrendo loro corsi di aggiornamento, servizi di ricerca, inoltre gestisce i fondi pensionistici dei dirigenti, funzionari e quadri dei sindacati affiliati. In linea con gli obiettivi originari, la GFTU dirime in alcuni casi le controversie tra i sindacati ad essa affiliati.
L'organo direttivo è il Consiglio generale (biennale), cui partecipano i delegati dei sindacati affiliati ed in cui sono discussi i cambiamenti della politica e dello Stato. Un comitato esecutivo di 14 membri è eletto dal consiglio generale e ha un ruolo direttivo negli intervalli fra i consigli generali.